# Roger de Barbarin
Roger de Barbarin (2 de junio de 1860 - 4 de marzo de 1925) fue un tirador francés que compitió en el siglo XIX y siglo XX. Él participó en los Juegos Olímpicos de París 1900 y ganó la medalla de oro en la competencia de foso olímpico.